# Cục Cảnh sát giao thông (Việt Nam)
Cục Cảnh sát giao thông (C08) là một cơ quan thuộc Bộ Công an Việt Nam, có chức năng nghiên cứu, đề xuất và trực tiếp bảo đảm trật tự, an toàn giao thông đường bộ, đường sắt, đường thủy nội địa; chủ động phòng ngừa, đấu tranh với các hành vi vi phạm luật giao thông đường bộ, đường sắt, đường thủy nội địa, các hoạt động phạm tội và vi phạm pháp luật khác trên các tuyến đường, địa bàn giao thông công cộng theo quy định của pháp luật.

## Nhiệm vụ

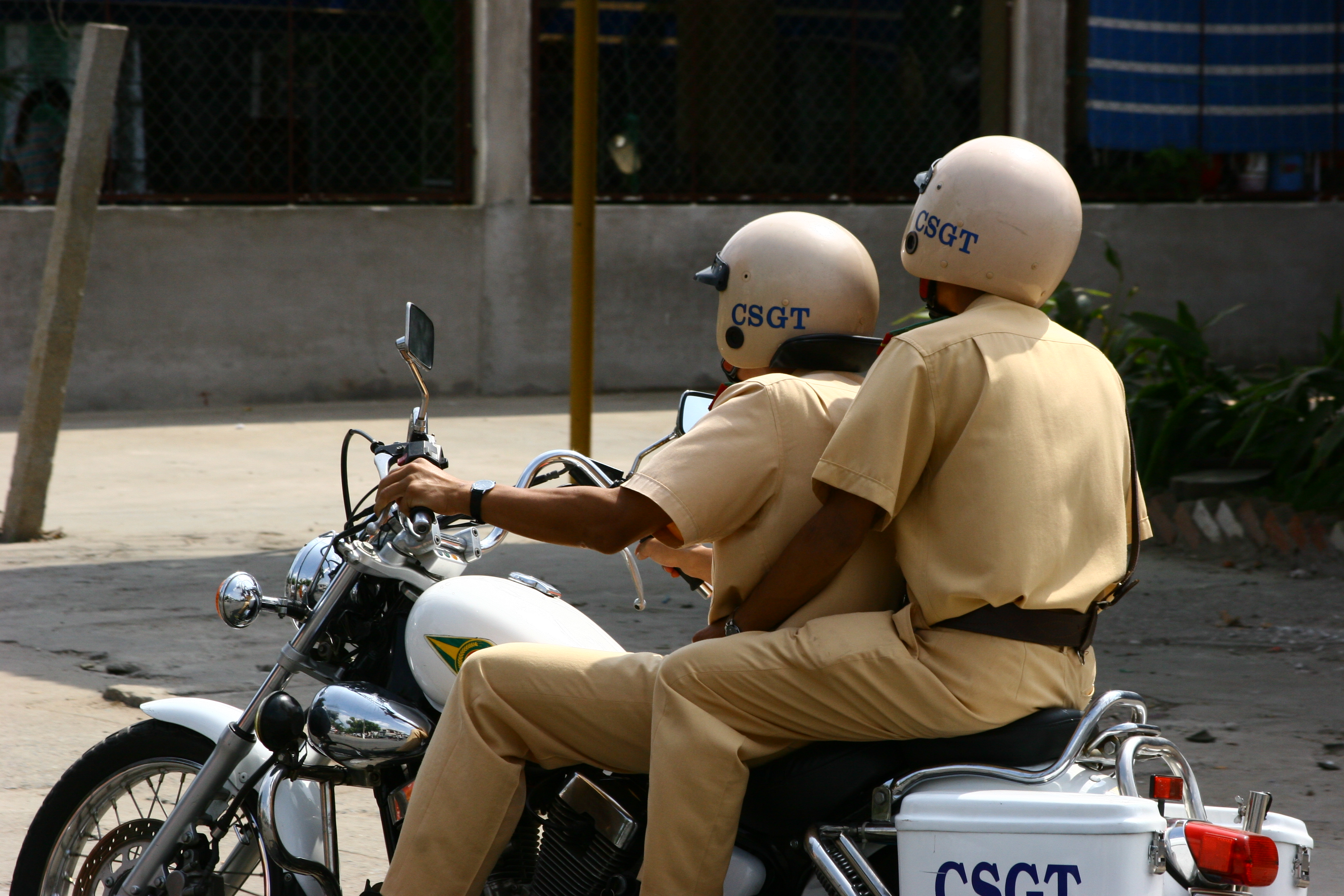
Cảnh sát giao thông trên đường phố Việt Nam

Cục Cảnh sát giao thông có trách nhiệm giúp Bộ trưởng Bộ Công an tham mưu với Đảng, Nhà nước các chủ trương, đường lối, chính sách, pháp luật về bảo vệ  trật tự, an toàn giao thông đường bộ, đường sắt và đường thủy nội địa; thực hiện chức năng quản lý nhà nước về bảo vệ trật tự, an toàn giao thông đường bộ, đường sắt và đường thủy nội địa; tổ chức thực hiện và thống nhất quản lý, chỉ huy, chỉ đạo, hướng dẫn, kiểm tra lực lượng Cảnh sát giao thông thực hiện các chủ trương, kế hoạch, biện pháp bảo vệ trật tự, an toàn giao thông đường bộ, đường sắt, đường thủy nội địa; phối hợp với các lực lượng trong công tác phòng ngừa, đấu tranh với các loại tội phạm và vi phạm trật tự, an toàn xã hội trên các tuyến giao thông đường bộ, đường sắt, đường thủy nội địa theo quy định của pháp luật và của Bộ trưởng Bộ Công an.  
- Tổ chức tuyên truyền luật giao thông; tổ chức, chỉ đạo và tiến hành công tác bảo đảm trật tự, an toàn giao thông đường bộ, đường sắt, đường thủy nội địa; đăng ký và cấp biển số các loại phương tiện giao thông cơ giới đường bộ (trừ các phương tiện giao thông đường bộ quân sự và xe máy chuyên dùng)
- Đào tạo, cấp và đổi giấy phép điều khiển phương tiện giao thông cơ giới đường bộ và tàu, xuồng của lực lượng công an
- Tổ chức, chỉ huy, điều khiển giao thông ở các đô thị và đầu mối giao thông quan trọng
- Khi có tình huống đột xuất, được phép phân luồng, phân tuyến và quy định các điểm cấm dừng, cấm đỗ tạm thời

- Tuần tra, kiểm soát, xử lý các vi phạm hành chính về trật tự, an toàn giao thông đường bộ, đường thủy nội địa

- Tổ chức điều tra, giải quyết các vụ tai nạn giao thông; chủ trì, phối hợp với cơ quan giao thông vận tải thống kê phân tích xác định nguyên nhân, điều kiện của tai nạn giao thông và đề xuất biện pháp phòng ngừa
- Phối hợp với cơ quan chức năng kiểm tra thiết bị an toàn các phương tiện giao thông vận tải đường thủy, đường sắt khi có dấu hiệu không bảo đảm an toàn.

## Lãnh đạo hiện nay
| Lãnh đạo Cảnh sát giao thông Việt Nam \| Cục trưởng Phó Cục trưởng \| Thiếu tướng Đỗ Thanh Bình Thiếu tướng Lê Xuân Đức Thiếu tướng Nguyễn Văn Minh Đại tá Phạm Quang Huy Đại tá Đinh Thế Anh Thiếu tướng Nguyễn Văn Mừng Đại tá Đỗ Thị Thu Hiền Đại tá Phạm Văn Lương Thượng tá Nguyễn Đức Huyên \| | |
| Cục trưởng Phó Cục trưởng | Thiếu tướng Đỗ Thanh Bình Thiếu tướng Lê Xuân Đức Thiếu tướng Nguyễn Văn Minh Đại tá Phạm Quang Huy Đại tá Đinh Thế Anh Thiếu tướng Nguyễn Văn Mừng Đại tá Đỗ Thị Thu Hiền Đại tá Phạm Văn Lương Thượng tá Nguyễn Đức Huyên |

## Tổ chức bộ máy
- Phòng Tham mưu (có Trung tâm Thông tin chỉ huy Cảnh sát giao thông) (Phòng 1)
- Phòng Chính trị (Phòng 2)
- Phòng Hậu cần (Phòng 3)
- Phòng Tuyên truyền, phổ biến pháp luật về trật tự, an toàn giao thông (Phòng 4)
- Phòng Hướng dẫn điều tra, xử lý tai nạn giao thông (Phòng 5)
- Phòng Hướng dẫn đăng ký và kiểm định phương tiện (Phòng 6)
- Phòng Hướng dẫn, tổ chức sát hạch, quản lý giấy phép của người điều khiển phương tiện trong Công an nhân dân (Phòng 7)
- Phòng Hướng dẫn tổ chức, điều khiển giao thông và dẫn đoàn (có các đội dẫn đoàn) (Phòng 8)
- Phòng Hướng dẫn tuần tra, kiểm soát giao thông đường bộ (Phòng 9)
- Phòng Tuần tra, kiểm soát giao thông đường bộ cao tốc (có các đội tuần tra, kiểm soát giao thông đường bộ cao tốc) (Phòng 10)
- Phòng Hướng dẫn và tổ chức bảo đảm trật tự, an toàn giao thông đường sắt (có các đội kiểm tra, giám sát bảo đảm trật tự, an toàn giao thông đường sắt) (Phòng 11)
- Phòng Công tác phòng ngừa, đấu tranh phòng chống tội phạm trên đường thủy nội địa (Phòng 12)
- Phòng Hướng dẫn tuần tra, kiểm soát giao thông đường thủy nội địa (Phòng 13)
- Phòng Khám nghiệm
- Thủy đoàn I
- Thủy đoàn II (Trước là Thủy đoàn III)
- Trung tâm Huấn luyện, bồi dưỡng nghiệp vụ và đào tạo lái xe

## Cục trưởng qua các thời kỳ
| Thứ tự | Tên              | Cấp bậc, Quân hàm | Thời gian tại nhiệm | Chức vụ                            | Ghi chú                                                            |
| ------ | ---------------- | ----------------- | ------------------- | ---------------------------------- | ------------------------------------------------------------------ |
| 1      | Tô Quyền         | Đại tá            | Không rõ            | Cục trưởng Cục Cảnh sát giao thông | nguyên Giám đốc Công an tỉnh Hải Hưng (nay là tỉnh Hưng Yên)       |
| 2      | Trần Sơn Hà      | Thiếu tướng       | 2014 - 2018         | Cục trưởng Cục Cảnh sát giao thông |                                                                    |
| 3      | Vũ Đỗ Anh Dũng   | Trung tướng       | 2018 - 2020         | Cục trưởng Cục Cảnh sát giao thông | nguyên Phó Tổng cục trưởng Tổng cục Hậu cần - Kỹ thuật, Bộ Công an |
| 4      | Nguyễn Văn Trung | Thiếu tướng       | 2020 - nay          | Cục trưởng Cục Cảnh sát giao thông | nguyên Giám đốc công an tỉnh Hà Nam                                |

## Phó Cục trưởng qua các thời kỳ
| Thứ tự | Tên              | Cấp bậc, Quân hàm | Thời gian tại nhiệm | Chức vụ                                | Ghi chú |
| ------ | ---------------- | ----------------- | ------------------- | -------------------------------------- | ------- |
| 1      | Nguyễn Hữu Dánh  | Thiếu tướng       | 2010 - 2018         | Phó Cục trưởng Cục Cảnh sát giao thông |         |
| 2      | Nguyễn Quốc Diệp | Thiếu tướng       | 2015 - 2018         | Phó Cục trưởng Cục Cảnh sát giao thông |         |
| 3      | Dương Ngọc Tiến  | Đại tá            | 2015 - 2016         | Phó Cục trưởng Cục Cảnh sát giao thông |         |
| 4      | Vũ Quý Phi       | Đại tá            | ? - 2018            | Phó Cục trưởng Cục Cảnh sát giao thông |         |

## Tranh cãi
Ngày 26 tháng 4 năm 2013, Đại tá Trần Sơn Hà, Phó Cục trưởng Cục Cảnh sát giao thông (CSGT) đường bộ, đường sắt (C67, Bộ Công an) đã ký văn bản số 1042/C67-P3 gửi Trưởng phòng CSGT công an các tỉnh, thành phố trực thuộc trung ương về việc "Giả danh nhà báo ghi hình CSGT". Tuy nhiên, trong văn bản này có đoạn: "Luôn luôn nâng cao tinh thần cảnh giác, kiên quyết đấu tranh làm rõ với những đối tượng có lời nói đe dọa, lăng mạ hoặc có hành vi chống đối CSGT đang thực thi công vụ hoặc quay phim chụp ảnh hoạt động tuần tra kiểm soát, xử lý vi phạm khi chưa được sự đồng ý của CSGT đang làm nhiệm vụ. Nếu đúng là nhà báo thì tập hợp thông báo cho cơ quan chủ quản, nếu giả danh nhà báo thì tạm giữ, lập hồ sơ chuyển cơ quan chức năng xử lý theo quy định của pháp luật".